# 石缝蝇子草
石缝蝇子草（学名：Silene foliosa）是石竹科蝇子草属的植物。分布在日本、俄罗斯、朝鲜以及中国大陆的黑龙江等地，生长于海拔100米的地区，一般生长在河岸砾石缝中或林下，目前尚未由人工引种栽培。

## 别名
叶麦瓶草（东北植物检索表）

## 异名
- Silene foliosa Maxim. var. mongolica Maxim.